# Museo Nacional de la Guerra
El Museo Nacional de la Guerra es un museo de aviación nigeriano ubicado en la localidad de Umuahia. El museo muestra la historia militar de Nigeria con reliquias de la Guerra Civil Biafra-Nigeriana además de poseer una colección de tanques, barcos y aviones, todos pertenecientes a Nigeria o Biafra. Casi todos los tanques y AFL son de Biafra y todos los aviones son nigerianos. El museo contiene la evidencia de la guerra interna en Nigeria que duró desde el año 1967 hasta 1970 así como también se ha convertido en un sitio patrimonial que captura los recuerdos de la Guerra de Biafra.

## Colección de aeronaves

### Barcos PT
- NNS Bonny

### Aeronaves
- Il-28
- Mig-17
- Do-27
- Do-28

### Tanques/AFL/Artillería
- Biafra diablo rojo tipo A4
- Chico Oguta (Panhard AML)
- Alvis Saladino[6]
- Cañón de artillería de 105 mm (actualización checoslovaca de 10,5 cm leFH 18/40)
- Lanzador de Ogbunigwe
- Coche blindado hurón
- Cañón antitanque Bazooka

## Galería

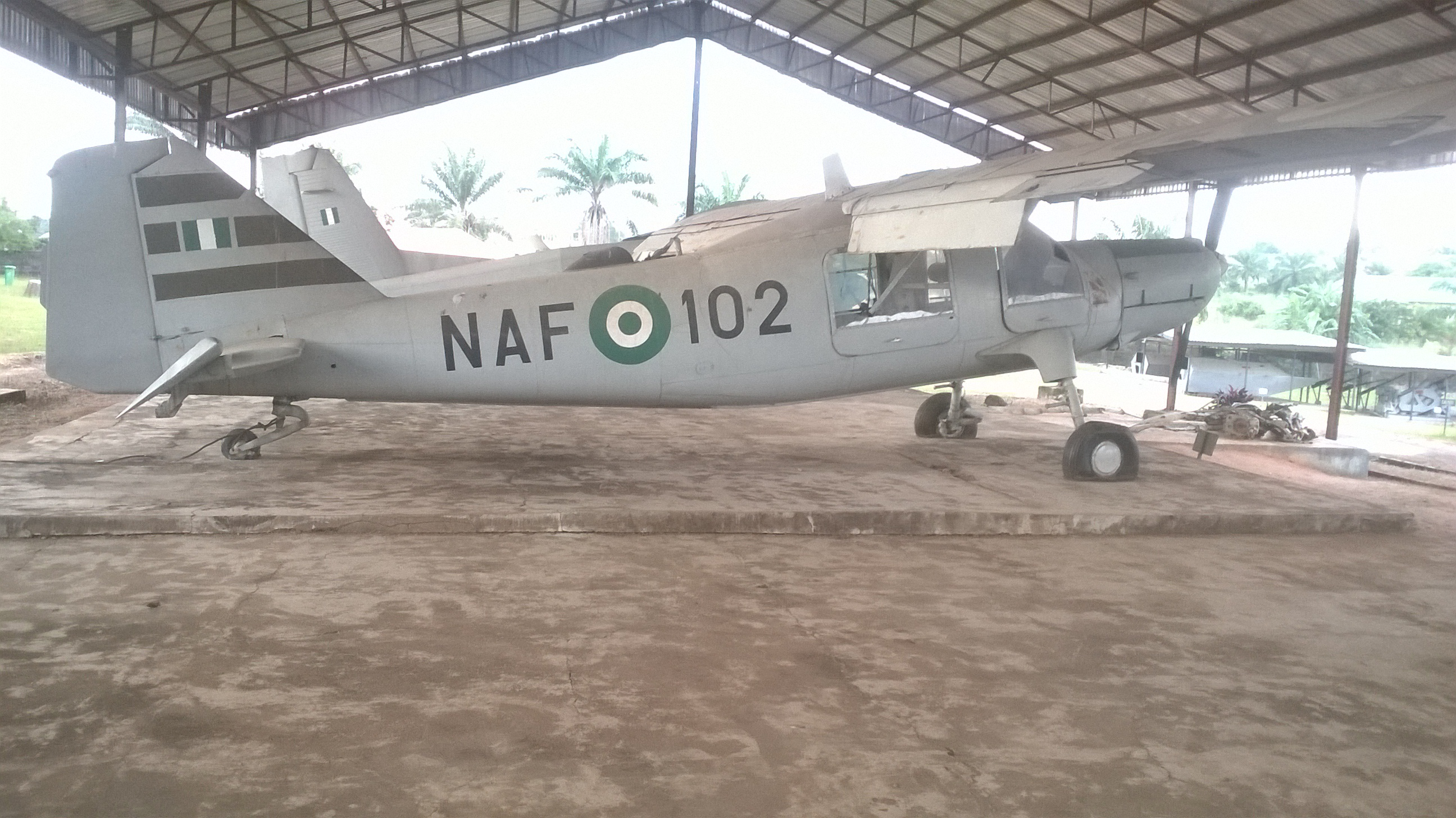
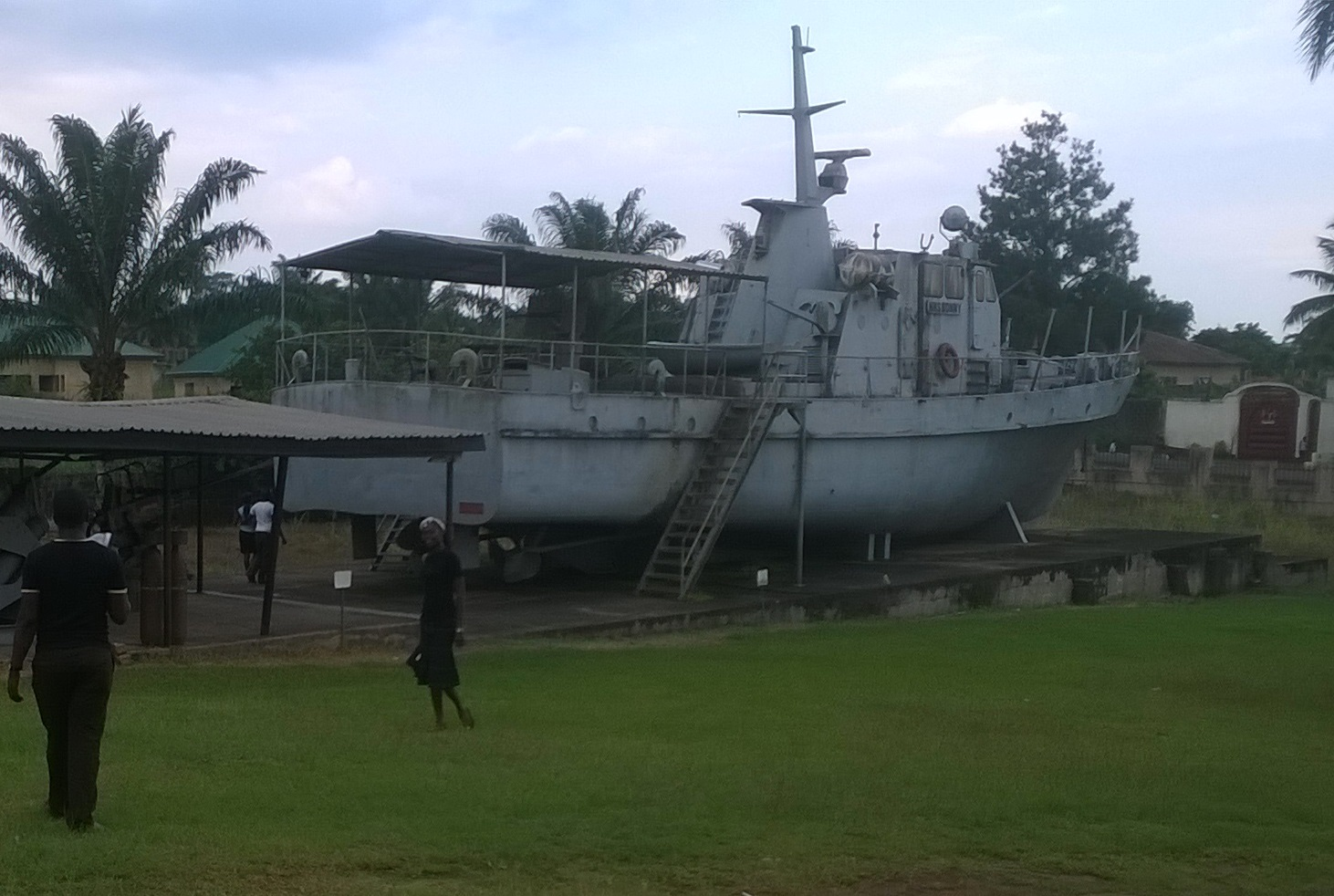